# Milicheilea hidalgogatoae
Milicheilea hidalgogatoae is een slakkensoort uit de familie van de Hipponicidae. De wetenschappelijke naam van de soort is voor het eerst geldig gepubliceerd in 2011 door Espinosa & Ortea.